# Вудбері (Вермонт)
Вудбері (англ. Woodbury) — місто (англ. town) в США, в окрузі Вашингтон штату Вермонт. Населення — 928 осіб (2020).

## Демографія
Згідно з переписом 2010 року, у місті мешкало 906 осіб у 399 домогосподарствах у складі 249 родин. Було 713 помешкання
Расовий склад населення:
| - 96,7 % — білих - 0,4 % — корінних американців - 0,4 % — чорних або афроамериканців - 0,1 % — азіатів |

До двох чи більше рас належало 2,1 %. Частка іспаномовних становила 1,0 % від усіх жителів.
За віковим діапазоном населення розподілялося таким чином: 18,2 % — особи молодші 18 років, 70,2 % — особи у віці 18—64 років, 11,6 % — особи у віці 65 років та старші. Медіана віку мешканця становила 45,5 року. На 100 осіб жіночої статі у місті припадало 105,9 чоловіків;  на 100 жінок у віці від 18 років та старших — 107,6 чоловіків також старших 18 років.
Середній дохід на одне домашнє господарство  становив 77 882 долари США (медіана — 63 438), а середній дохід на одну сім'ю — 88 056 доларів (медіана — 87 500). Медіана доходів становила 50 250 доларів для чоловіків та 40 852 долари для жінок. За межею бідності перебувало 5,6 % осіб, у тому числі 4,8 % дітей у віці до 18 років та 5,1 % осіб у віці 65 років та старших.
Цивільне працевлаштоване населення становило 509 осіб. Основні галузі зайнятості: освіта, охорона здоров'я та соціальна допомога — 31,8 %, публічна адміністрація — 10,2 %, науковці, спеціалісти, менеджери — 9,2 %, роздрібна торгівля — 8,8 %.